# Dichotomius cuprinus
Dichotomius cuprinus là một loài bọ cánh cứng trong họ Bọ hung (Scarabaeidae).